# Parijs-Brussel 1911
De zevende editie van de wielerwedstrijd Parijs-Brussel (vanaf 2013; Brussels Cycling Classic) werd gehouden op 11 juni 1911. De koers startte in de Franse plaats Parijs en finishte in de Belgische plaats Brussel. De Fransman Octave Lapize won de wedstrijd. 

## Uitslag
| Plaats  | Naam               | Tijd      |
| ------- | ------------------ | --------- |
| Winnaar | Octave Lapize      | 13u52'00" |
| 2       | François Faber     | z.t.      |
| 3       | Charles Crupelandt | z.t.      |
| 4       | Louis Heusghem     | z.t.      |
| 5       | Eugène Dhers       | z.t.      |
| 6       | Albert Dupont      | z.t.      |
| 7       | Henri Devroye      | z.t.      |
| 8       | Jules Masselis     | z.t.      |
| 9       | Gustave Garrigou   | z.t.      |
| 10      | Ernest Paul        | + 2'00"   |

1893 · 
1894 - 1905 · 
1906 · 
1907 · 
1908 · 
1909 · 
1910 · 
1911 · 
1912 · 
1913 · 
1914 · 
1915 · 
1916 · 
1917 · 
1918 · 
1919 · 
1920 · 
1921 · 
1922 · 
1923 · 
1924 · 
1925 · 
1926 · 
1927 · 
1928 · 
1929 · 
1930 · 
1931 · 
1932 · 
1933 · 
1934 · 
1935 · 
1936 · 
1937 · 
1938 · 
1939 · 
1940 - 1945 · 
1946 · 
1947 · 
1948 · 
1949 · 
1950 · 
1951 · 
1952 · 
1953 · 
1954 · 
1955 · 
1956 · 
1957 · 
1958 · 
1959 · 
1960 · 
1961 · 
1962 · 
1963 · 
1964 · 
1965 · 
1966 · 
1967 - 1972 · 
1973 · 
1974 · 
1975 · 
1976 · 
1977 · 
1978 · 
1979 · 
1980 · 
1981 · 
1982 · 
1983 · 
1984 · 
1985 · 
1986 · 
1987 · 
1988 · 
1989 · 
1990 · 
1991 · 
1992 · 
1993 · 
1994 · 
1995 · 
1996 · 
1997 · 
1998 · 
1999 · 
2000 · 
2001 · 
2002 · 
2003 · 
2004 · 
2005 · 
2006 · 
2007 · 
2008 · 
2009 · 
2010 · 
2011 ·
2012 · 
2013 ·
2014 ·
2015 ·
2016 ·
2017 ·
2018 ·
2019 ·
2020 · 
2021 · 
2022 · 
2023 · 
2024 · 
2025